# Kaple Santa Maria de Casalets
Kaple Santa Maria de Casalets je církevní stavba na území obce Solsona v katalánské provincii Lleida. Je to románská kaple z 11. století zahrnutá do soupisu architektonického dědictví Katalánska.
Kaple je zcela obnovena. Stála v obci Castellnou de Bassella (zaplavena od roku 1999). Majitelé ji ve zcela zchátralém stavu přestěhovali na zahradu svého domu v Solsoně.

## Popis
Kaple se skládá z lodi a apsidy. Zdi tvoří kameny v řadách. Vstup má půlkruhový oblouk s klenáky. Na apsidě je jedno obloukové okno a na fasádě je malý průduch ve tvaru kříže. Zvonička má osm sloupků s hlavicemi s rostlinným dekorem. Interiér je završen valenou klenbou.